# Lijst van voetbalinterlands Tunesië - Zambia
Deze lijst van voetbalinterlands is een overzicht van alle officiële voetbalwedstrijden tussen de nationale teams van Tunesië en Zambia. De Afrikaanse landen speelden tot op heden vijftien keer tegen elkaar. De eerste ontmoeting was een kwalificatiewedstrijd voor het Wereldkampioenschap voetbal 1990 op 11 juni 1989 in Lusaka. Het laatste duel, een kwalificatiewedstrijd voor het Wereldkampioenschap voetbal 2022, vond plaats op 16 november 2021 in Radès.

## Wedstrijden
| №  | Plaats     | Datum            | Competitie           | Wedstrijd        | Uitslag |
| -- | ---------- | ---------------- | -------------------- | ---------------- | ------- |
| 1  | Lusaka     | 11 juni 1989     | WK 1990 kwalificatie | Zambia − Tunesië | 1 − 0   |
| 2  | Radès      | 27 augustus 1989 | WK 1990 kwalificatie | Tunesië − Zambia | 1 − 0   |
| 3  | Lusaka     | 23 december 1995 | Vriendschappelijk    | Zambia − Tunesië | 2 − 0   |
| 4  | Durban     | 31 januari 1996  | Afrika Cup 1996      | Zambia − Tunesië | 2 − 4   |
| 5  | Radès      | 7 augustus 1997  | Vriendschappelijk    | Tunesië − Zambia | 3 − 1   |
| 6  | Radès      | 31 oktober 1999  | Vriendschappelijk    | Tunesië − Zambia | 2 − 1   |
| 7  | Radès      | 2 november 1999  | Vriendschappelijk    | Tunesië − Zambia | 0 − 0   |
| 8  | Bamako     | 21 januari 2002  | Afrika Cup 2002      | Tunesië − Zambia | 0 − 0   |
| 9  | Alexandrië | 22 januari 2006  | Afrika Cup 2006      | Tunesië − Zambia | 4 − 1   |
| 10 | Radès      | 6 januari 2008   | Vriendschappelijk    | Tunesië − Zambia | 1 − 2   |
| 11 | Radès      | 8 januari 2008   | Vriendschappelijk    | Tunesië − Zambia | 1 − 0   |
| 12 | Lubango    | 13 januari 2010  | Afrika Cup 2010      | Zambia − Tunesië | 1 − 1   |
| 13 | Ebebiyín   | 22 januari 2015  | Afrika Cup 2015      | Zambia − Tunesië | 1 − 2   |
| 14 | Ndola      | 7 september 2021 | WK 2022 kwalificatie | Zambia − Tunesië | 0 − 2   |
| 15 | Radès      | 16 november 2021 | WK 2022 kwalificatie | Tunesië − Zambia | 3 − 1   |

## Samenvatting
| Competitie        | Totaal gespeeld | Winst Tunesië | Gelijk | Winst Zambia | Doelsaldo Tunesië – Zambia |
| ----------------- | --------------- | ------------- | ------ | ------------ | -------------------------- |
| WK-kwalificatie   | 4               | 3             | 0      | 1            | 6 − 2                      |
| Afrika Cup        | 5               | 3             | 2      | 0            | 11 − 5                     |
| Vriendschappelijk | 6               | 3             | 1      | 2            | 7 – 6                      |
| Totaal            | 15              | 9             | 3      | 3            | 24 – 13                    |

## Details

### Tiende ontmoeting
| Vriendschappelijk (Radès, Tunesië, 6 januari 2008): |       |                                    |
| Tunesië                                             | 1 – 2 | Zambia                             |
| Yassine Chikhaoui 47'                               | goals | 7' Felix Katongo 10' Felix Katongo |

### Elfde ontmoeting
| Vriendschappelijk (Radès, Tunesië, 8 januari 2008): |       |        |
| Tunesië                                             | 1 – 0 | Zambia |
| Yassine Chikhaoui 72'                               | goals |        |

FTF · A-internationals · Selecties · Bondscoaches · Tunesisch vrouwenelftal · Olympisch elftal · Tunesië U21 · Tunesië U20 · Tunesië U19 · Tunesië U18 · Tunesië U17
1950 – 1959 · 
1960 – 1969 · 
1970 – 1979 · 
1980 – 1989 · 
1990 – 1999 · 
2000 – 2009 · 
2010 – 2019 ·
2020 − 2029
WK 1978 · 
WK 1998 · 
WK 2002 · 
WK 2006 · 
WK 2018
OS 1960 · 
OS 1988 · 
OS 1996 · 
OS 2004
1957 · 
1958 · 
1959 · 
1960 · 
1961 · 
1962 · 
1963 · 
1964 · 
1965 · 
1966 · 
1967 · 
1968 · 
1969 · 
1970 · 
1971 · 
1972 · 
1973 · 
1974 · 
1975 · 
1976 · 
1977 · 
1978 · 
1979 · 
1980 · 
1981 · 
1982 · 
1983 · 
1984 · 
1985 · 
1986 · 
1987 · 
1988 · 
1989 · 
1990 · 
1991 · 
1992 · 
1993 · 
1994 · 
1995 · 
1996 · 
1997 · 
1998 · 
1999 · 
2000 · 
2001 · 
2002 · 
2003 · 
2004 · 
2005 · 
2006 · 
2007 · 
2008 · 
2009 · 
2010 · 
2011 · 
2012 · 
2013 · 
2014 · 
2015 · 
2016 ·
2017 ·
2018 ·
2019 ·
2020 ·
2021 ·
2022 ·
2023 ·
2024
Algerije ·
Angola ·
Argentinië ·
Australië ·
Bahrein ·
België ·
Benin ·
Bosnië en Herzegovina ·
Botswana ·
Brazilië ·
Bulgarije ·
Burkina Faso ·
Burundi ·
Canada ·
Centraal-Afrikaanse Republiek ·
Chili ·
China ·
Colombia ·
Comoren ·
Congo-Brazzaville ·
Congo-Kinshasa ·
Costa Rica ·
Denemarken ·
Djibouti ·
Duitse Democratische Republiek ·
Duitsland ·
Egypte ·
Engeland ·
Equatoriaal-Guinea ·
Ethiopië ·
Finland ·
Frankrijk ·
Gabon ·
Gambia ·
Georgië ·
Ghana ·
Guinee ·
Ierland ·
IJsland ·
Irak ·
Iran ·
Italië ·
Ivoorkust ·
Japan ·
Joegoslavië ·
Jordanië ·
Kaapverdië ·
Kameroen ·
Kenia ·
Koeweit ·
Kroatië ·
Letland ·
Libanon ·
Liberia ·
Libië ·
Madagaskar ·
Malawi ·
Mali ·
Malta ·
Marokko ·
Mauritanië ·
Mauritius ·
Mexico ·
Mozambique ·
Namibië ·
Nederland ·
Nieuw-Zeeland ·
Niger ·
Nigeria ·
Noorwegen ·
Oeganda ·
Oekraïne ·
Oman ·
Oostenrijk ·
Panama ·
Peru ·
Polen ·
Portugal ·
Qatar ·
Roemenië ·
Rusland ·
Rwanda ·
Saoedi-Arabië ·
Sao Tomé en Principe ·
Senegal ·
Servië en Montenegro ·
Seychellen ·
Sierra Leone ·
Slovenië ·
Soedan ·
Somalië ·
Sovjet-Unie ·
Spanje ·
Swaziland ·
Syrië ·
Tanzania ·
Togo ·
Tsjaad ·
Turkije ·
Uruguay ·
Verenigde Arabische Emiraten ·
Verenigde Staten ·
Wales ·
Wit-Rusland ·
Zambia ·
Zimbabwe ·
Zuid-Afrika ·
Zuid-Jemen ·
Zuid-Korea ·
Zweden ·
Zwitserland
België (2018) ·
Engeland (2018) ·
Oekraïne (2006) ·
Panama (2018) ·
Saoedi-Arabië (2006) · 
Spanje (2006)
FAZ · 
A-internationals · 
Selecties · 
Statistieken · 
Zambiaans vrouwenelftal · 
Olympisch elftal · 
Zambia U21 · 
Zambia U20 · 
Zambia U18 · 
Zambia U17
1964 – 1979 ·
1980 – 1989 ·
1990 – 1999 ·
2000 – 2009 ·
2010 – 2019 ·
2020 − 2029
1964 ·
1965 ·
1966 ·
1967 ·
1968 ·
1969 ·
1970 ·
1971 ·
1972 ·
1973 ·
1974 ·
1975 ·
1976 ·
1977 ·
1978 ·
1979 ·
1980 ·
1981 ·
1982 ·
1983 ·
1984 ·
1985 ·
1986 ·
1987 ·
1988 ·
1989 ·
1990 ·
1991 ·
1992 ·
1993 ·
1994 ·
1995 ·
1996 ·
1997 ·
1998 ·
1999 ·
2000 ·
2001 ·
2002 ·
2003 ·
2004 ·
2005 ·
2006 ·
2007 ·
2008 ·
2009 ·
2010 ·
2011 ·
2012 ·
2013 ·
2014 ·
2015 ·
2016 ·
2017 ·
2018 ·
2019 ·
2020 ·
2021 ·
2022
Algerije · 
Angola ·
België ·
Benin ·
Botswana ·
Brazilië ·
Burkina Faso ·
Burundi ·
Chili ·
China ·
Comoren ·
Congo-Brazzaville ·
Congo-Kinshasa ·
Djibouti ·
Ecuador ·
Egypte ·
Equatoriaal-Guinea ·
Ethiopië ·
Gabon ·
Gambia ·
Ghana ·
Guinee ·
Guinee-Bissau ·
Honduras ·
India ·
Irak ·
Iran ·
Israël ·
Ivoorkust ·
Jamaica ·
Japan ·
Jemen ·
Jordanië ·
Kaapverdië ·
Kameroen ·
Kenia ·
Koeweit ·
Lesotho ·
Liberia ·
Libië ·
Madagaskar ·
Malawi ·
Mali ·
Marokko ·
Mauritanië ·
Mauritius ·
Mozambique ·
Namibië ·
Niger ·
Nigeria ·
Noord-Korea ·
Oeganda ·
Oman ·
Rwanda ·
Saoedi-Arabië ·
Senegal ·
Seychellen ·
Sierra Leone ·
Soedan ·
Somalië ·
Swaziland ·
Tanzania ·
Togo ·
Tsjaad ·
Tunesië ·
Zimbabwe ·
Zuid-Afrika ·
Zuid-Korea
Ivoorkust (2012)